# Imazalil
L'imazalil (chiamato anche enilconazolo, Cloramizolo o Deccozi) è un fungicida utilizzato nel trattamento di banane, agrumi (mandarini, clementine, ...), legumi, patate e altri tuberi.

## Regolamentazione
Per quanto concerne la regolamentazione dei prodotti fitosanitari:
- nell'Unione europea l'imazalil è iscritto nell’allegato I della direttiva 91/414/CEE tramite la direttiva 1997/73/CE;
- in Italia l'imazalil è autorizzato con decreto ministeriale del 24 febbraio 2012, in applicazione della direttiva europea 91/414.

Il prodotto è autorizzato anche in Canada e in Cina.

## Tossicologia
Secondo l'Environmental Protection Agency (EPA), l'imazalil è classificato come Cancerogeno probabile.
Dopo aver somministrato l'imazalil ad alcuni ratti si è osservato l'insorgere di adenomi e adenocarcinomi della tiroide. 
L'EPA ha ritenuto che non sussista un rischio accresciuto per le persone che applicano direttamente l'imazalil sui prodotti agricoli.
Nei topi l'imazalil ha effetti neurocomportamentali sulla riproduzione.
Il 16 agosto 2016 la Commissione europea ha risposto a un'interrogazione parlamentare sulla tossicità del composto presentata il 30 giugno dalla deputata Giulia Moi affermando che la sostanza rispetta i requisiti fissati dall'UE e che "l'esposizione ai residui nei livelli stabiliti è sicura per tutti i gruppi di consumatori europei".